# سیل جانزتاون
سیل جانزتاون (به انگلیسی: The Johnstown Flood) سیلی بود که در ۳۱ ماه مه ۱۸۸۹ در شهر جانزتاون ایالت پنسیلوانیای آمریکا اتفاق افتاد.
این سیل ۲٬۲۰۹ کشته برجای گذاشت و خسارات مادی آن ۱۷ میلیون دلار تخمین زده شد. این میزان خسارت مالی معادل ۴۲۵ میلیون دلار امروزی برآورد می‌شود.
۹۹ خانوار به‌طور کامل در این سیل از بین رفتند و ۳۹۶ تن از قربانیان این سیل کودک بودند.
سیل جانزتاون پس از آن رخ داد که در پی چندین روز باران شدید و مداوم، سد ساوث فورک که بر روی رودخانه کانیماگ در ۲۳ کیلومتری شهر ساخته شده‌بود تخریب و آب پشت سد به سوی شهر سرازیر شد.
شکستن این سد باعث سرازیر شده ۱۸٫۲ میلیون متر مکعب آب به سوی شهر شد که در مقطعی، دبی حجمی آن با مقدار دبی رودخانه می‌سی‌سی‌پی برابری کرد.
شهر جونزتاون پیش از سیل ۳۰ هزار نفر جمعیت داشت و این شهر که به خاطر کیفیت فولاد تولیدی خود شهرت یافته بود مهاجران آلمانی و ولزی زیادی را به خود جلب کرده‌بود.

## پس از وقوع سیل
این سیل، نخستین سانحه طبیعی بزرگ بود که صلیب سرخ آمریکا که در آن زمان به تازگی توسط کلارا بارتون تأسیس شده‌بود با آن درگیر شد. امداد به بازماندگان سیل جانزتاون از سراسر آمریکا و از ۱۸ کشور دیگر به منطقه رسید.
پس از وقوع سیل، بازماندگان کوشیدند از صاحبان سد خسارت بگیرند اما چندین پرونده دادرسی در این مورد به نتیجه‌ای نرسید. این امر نارضایتی عمومی را به دنبال داشت و این نارضایتی‌ها باعث شد تا برای حمایت بهتر از سانحه‌دیدگان بندی به نام بند مسئولیت حادثه به قانون آمریکا اضافه شود.
سیل جانزتاون پرتلفات‌ترین سانحه آن دوره از تاریخ ایالات متحده بود. در دوره پس از آن تنها توفان گلوستون در سال ۱۹۰۰ و حملات یازده سپتامبر ۲۰۰۱ تلفات بیشتری برجای گذاشتند.

## پیوند به بیرون

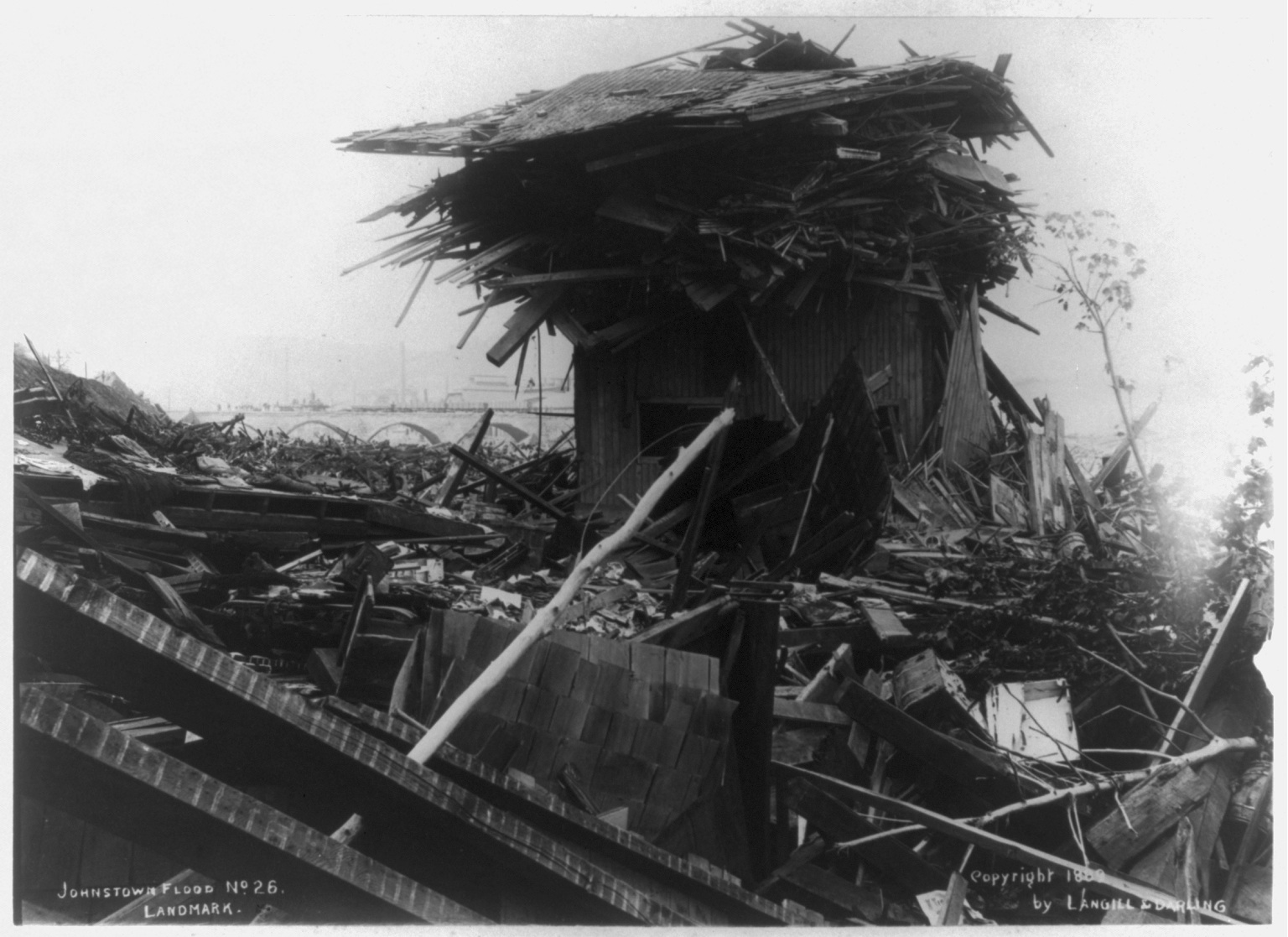
یک خانه که تقریباً تمام آن در اثر سیل نابود شده